# 阿尔迪列尔
阿尔迪列尔是法国滨海夏朗德省的一个市镇，位于该省北部偏西，属于罗什福尔区。该市镇总面积15.7平方公里，2009年时的人口为849人。

## 人口
阿尔迪列尔（Ardillières）人口变化图示